# Кушнір Альона Миколаївна
Альона Миколаївна Кушнір (нар. 13 березня 1992 р., с. Морозів, Дунаєвецькоий район, Хмельницька обл. — 15 квітня 2022, Маріуполь, Донецька область) — українська військовослужбовиця, старший сержант Окремого загону спеціального призначення «Азов» Національної гвардії України, учасниця російсько-української війни, яка відзначилася і загинула під час відбиття російського вторгнення в Україну.

## Життєпис
Альона Миколаївна Кушнір народилася в селі Морозів Дунаєвецького району на Хмельниччині. Виросла в багатодітній сім'ї. 
У 2011 році закінчила Чемеровецький медичний коледж. До 2016 року працювала медсестрою у шпиталі. 2013 року вийшла заміж, народила сина Іллю. Чоловік Альони був військовослужбовцем ОЗСП «Азов». Згодом розлучилася.
Від 2017 року проходила військову службу за контрактом на посаді медичної інструкторки в ОЗСП «Азов» Національної гвардії України. 
Загинула 15 квітня 2022 року у м. Маріуполі, коли окупанти кинули на «Азовсталь» протибункерну тритонну авіабомбу. 
Тіло Альони не знайдено, 9 грудня 2024 року у колумбарії кладовища у мікрорайоні Ракове (м. Хмельницький) з військовими почестями відкрито кенотаф (символичне поховання).

## Родина
У Альони залишилися 9-річний син, бабуся, 2 брати. 
7 березня 2022 загинув її цивільний чоловік Максим Грідчин, який також обороняв Маріуполь.

## Нагороди
- орден «За мужність» II ступеня (2022, посмертно) — за особисту мужність і самовіддані дії, виявлені у захисті державного суверенітету та територіальної цілісності України, вірність військовій присязі.
- орден «За мужність» III ступеня (2022) — за особисту мужність і самовіддані дії, виявлені у захисті державного суверенітету та територіальної цілісності України, вірність військовій присязі, зразкове виконання службового обов'язку.